# Clemelis massilia
Clemelis massilia là một loài ruồi trong họ Tachinidae.